# Blodsockermätning
Blodsockermätning eller glukosmätning, det vill säga mätning av nivån blodsocker (glukos) i blod, sker för att studera en persons blodsockerreglering, t.ex. vid misstanke om eller uppföljning av diabetes.
Mätning görs i måttenheten mmol/l (utom i USA där mg/dl används). Vid mätningen används en blodsockermätare. Glukosmätning är särskilt viktigt vid behandlingen av diabetes för att följa upp hur kroppen svarar på behandlingen. Personer med diabetes typ 1 mäter ofta blodsockret flera gånger om dagen.
Friska personer (utan diabetes) bör ha ett värde på 4–7 mmol/l.
Vid typ 1-diabetes behövs rutinmässigt upprepade blodglukosmätningar varje dygn för att uppnå god glukoskontroll vilket är viktigt för att slippa följdsjukdomar. Blodglukos kan mätas av patienten själv med teststickor(self monitoring of blood glucose, SMBG) eller via en subkutan sensor (kontinuerlig subkutan glukosmätning, CGM). SBU (Statens beredning för medicinsk utvärdering) har publicerat en systematisk litteraturöversikt som jämför dessa metoder. 

## Värden för diabetiker
- 1,0 insulinkoma.
- 2,0 extremt låg, risk för medvetslöshet
- 3,0 risk för insulinreaktion eller insulinchock.
- 4,0 signalsymptom till att "på väg" till lågt blodsocker
- 5,5 normal före måltid
- 8,0 normal efter måltid
- 10,0 OK, efter måltid för diabetiker är det helst max 10,0
- 11,0-15,0 lite för högt för diabetiker
- 16,0-20,0 det kan bildas ketoner (giftiga) i kroppen efter en tid på dessa nivåer
- 20-33,0 hög risk för allvarliga elektrolytrubbningar
- 33,0-40,0 väldigt hög risk för diabeteskoma